# Javier Pérez Capdevila
Javier Pérez Capdevila (Guantánamo, Cuba, 7 de febrero de 1963) es un científico cubano, Doctor en Ciencias Económicas, Matemático y Profesor Titular, conocido por la introducción de la operación mixtura de conjuntos borrosos, otros aportes teóricos a la Matemática Borrosa, así como por introducir un concepto de competencias laborales con el método para medirlas.

## Aportes científicos
- Construyó la operación de mixtura de conjuntos borrosos, donde a partir de elementos de diferente naturaleza se obtienen nuevos elementos con sus determinados grados de pertenencia.[1]

- Critica la forma en que se realiza el análisis FODA (Fortalezas, Oportunidades, Debilidades y Amenazas). Según Pérez, la utilización de opciones limitadas para valorar los impactos, así como la igualdad de ponderación entre todas las Fortalezas, Oportunidades, Debilidades o Amenazas. Según él, es un modelo que no se ajusta a la realidad. Propuso un procedimiento alternativo para realizar ese análisis, donde aborda el problema de la inconsistencia que pudiera generarse en las votaciones de los expertos.[2][3]

- A partir del concepto de índice o coeficiente de adecuación dado por Jaume Gil Aluja en 1996, pueden producirse muchos empates en la adecuación. Para resolverlo Pérez Capdevila introdujo en la matemática borrosa los conceptos de sobrepesos en la adecuación, coeficiente de desempate para coeficientes de adecuación iguales y coeficiente de desempate ajustado para coeficientes de adecuación iguales, los cuales define con precisión, para desempatar en una indefinida cantidad de casos con coeficientes de adecuación iguales, redondeando así una teoría en torno a la adecuación de candidatos a un prefijado perfil.[2]

- En el ámbito organizacional, utilizando la mixtura de conjuntos borrosos y el método teórico de análisis y síntesis, estudia las definiciones cronológicas de competencias, y brinda una nueva definición de estas (Competencia (organización)), la cual facilita su medición. A partir de este hecho científico, Pérez Capdevila construye un algoritmo de trabajo para medir competencias a partir de la percepción humana y construir mapas (definiéndolos), proporciona una clasificación de las personas a partir de los elementos de sus competencias, provee un procedimiento para correlacionar las competencias y el salario, y construye un simulador que vincula a las competencias con las productividad y calidad del trabajo.[4][5]

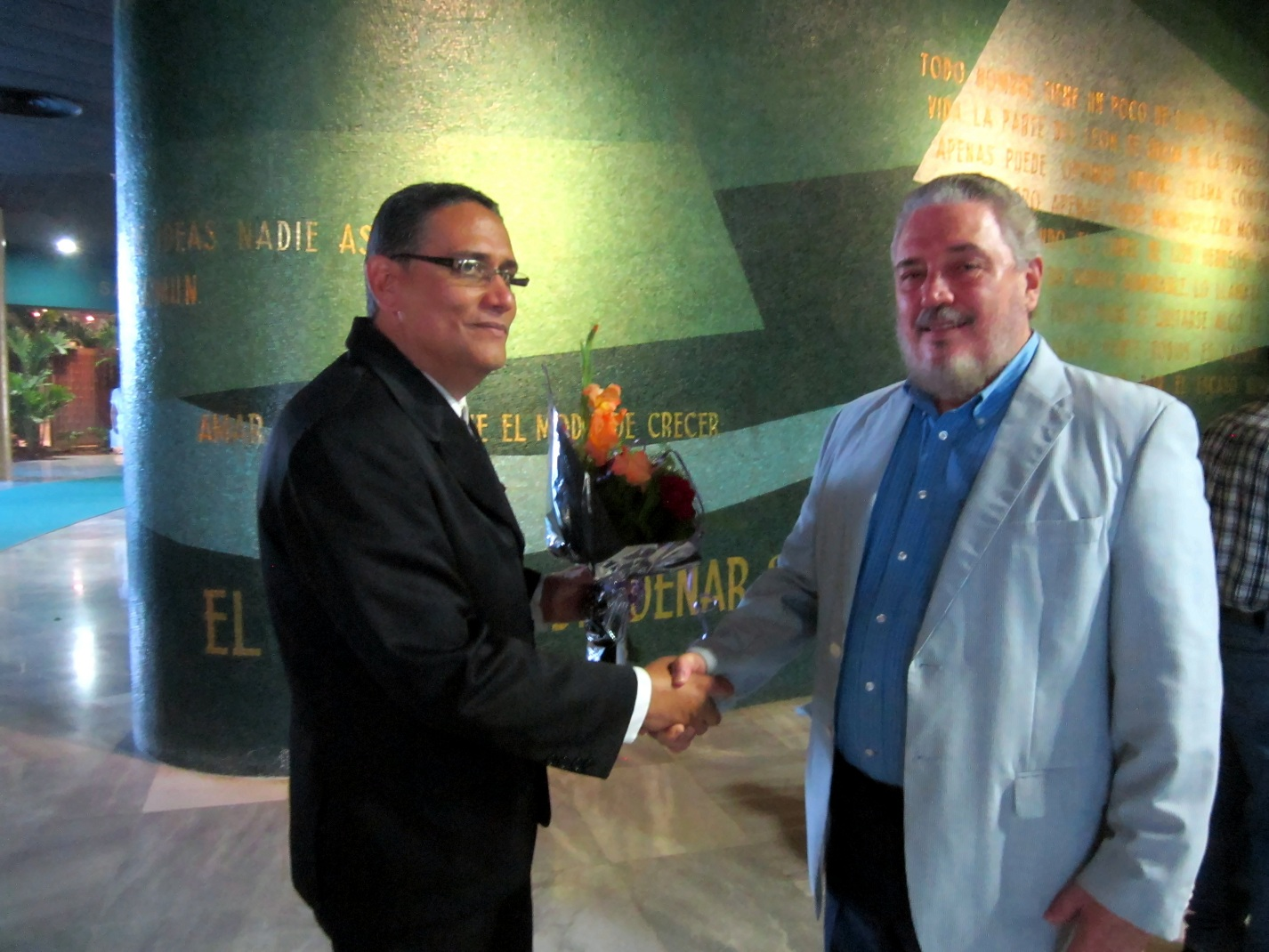
En La Habana con Fidel Castro Díaz-Balart, Vicepresidente de la Academia de Ciencias de Cuba y Asesor científico del Presidente del Consejo de Estado de la República de Cuba en 2014, el día que Pérez Capdevila recibió la Orden Finlay

- Aportó dos nuevos conceptos: potencial de retorno y potencial de inmigración, cuya aplicación está destinada al proceso de repoblación de las montañas cubanas.[6]

- Dirigió el primer estudio de percepción de la ciencia y la tecnología que se llevó a cabo en Cuba, tomando como contexto la provincia Guantánamo donde él reside, y se destacó como investigador en el primer estudio de evaluación de la sostenibilidad en Cuba, en colaboración con varias universidades cubanas y españolas.[7]

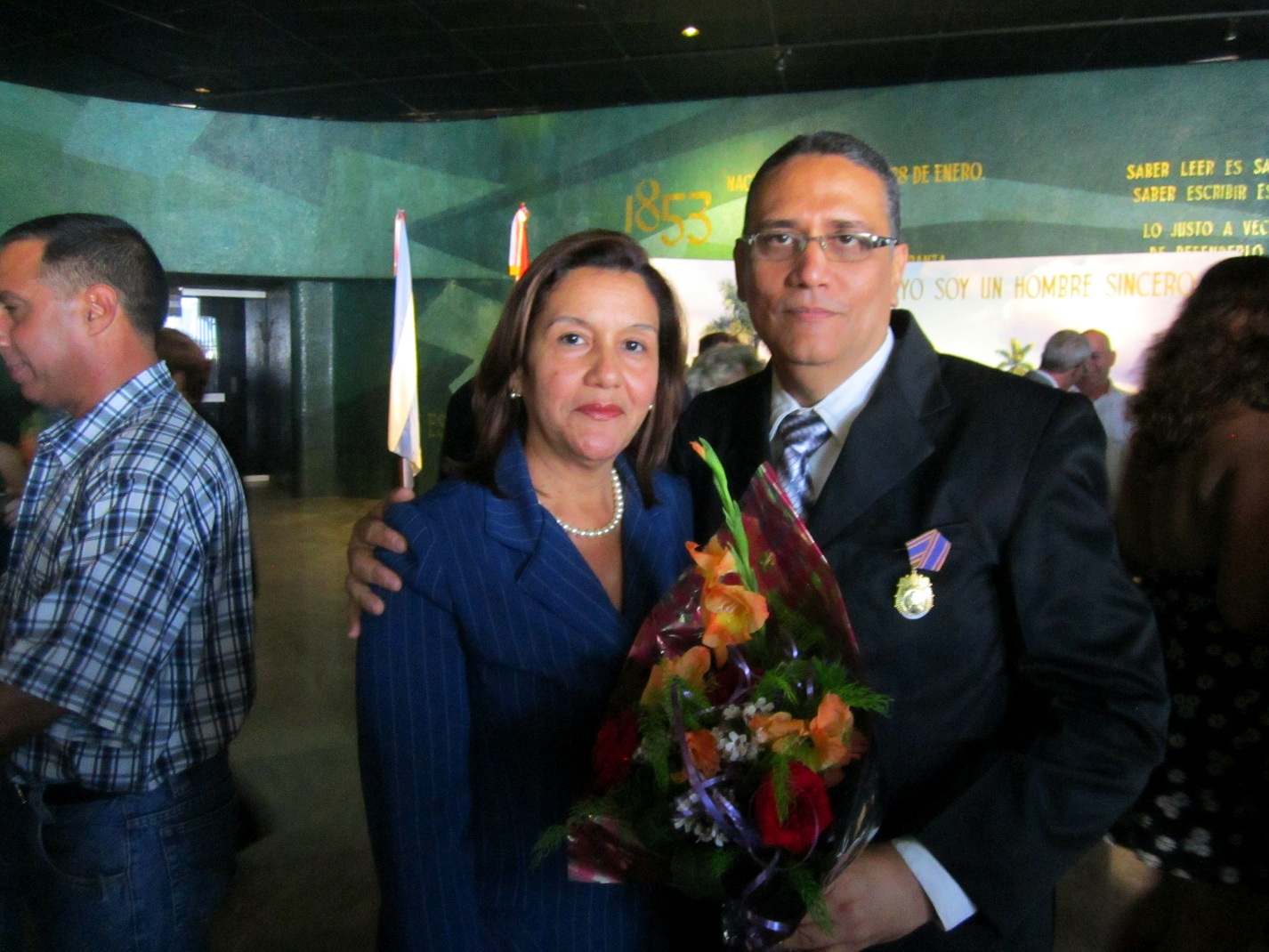
Con la ministra de Ciencia, Tecnología y Medio Ambiente de Cuba: Elba Rosa Pérez Montoya en 2014, el día en que Pérez Capdevila se convirtió en el primer guantanamero en recibir el Premio Nacional de la Academia de Ciencias de Cuba

- Ha escrito varios libros y artículos científicos entre los que destacan "La Era del Conocimiento"[8] y "Definición, medición y mapas de competencias laborales"[9]

## Premios y distinciones
- Premio Nacional de la Academia de Ciencias de Cuba, que es el máximo Premio que otorga la Academia de Ciencias de Cuba a los científicos cubanos por resultados relevantes con impactos manifiestos.[1][10]
- Orden (distinción) “Carlos Juan Finlay”: Es el mayor reconocimiento científico que se otorga en Cuba. Esta condecoración la confiere el Consejo de Estado de la República de Cuba a ciudadanos cubanos y extranjeros en reconocimiento a extraordinarios méritos por valiosos aportes al desarrollo de las Ciencias Naturales o Sociales, a actividades científicas o de investigación que hayan contribuido de forma excepcional al progreso de las ciencias y en beneficio de la humanidad.[1][2][11][12]
- Sello Conmemorativo “Antonio Bachiller y Morales”: La mayor condecoración que otorga la Sociedad Cubana de Ciencias de la Información por aportes relevantes a la Gestión del conocimiento, tanto en el campo de la teoría como en la práctica.[13]
- Sello Honorífico “Forjadores del Futuro”: Otorgado por la Presidencia Nacional de las Brigadas Técnicas Juveniles de Cuba de manera excepcional a personalidades destacadas de la ciencia.[14]
- Profesor Honorario de la Fundación CONFENALCO de Colombia.[2]